# Spry
Spry（スプライ）は、アドビシステムズ株式会社が中心となって開発していたAjax用アプリケーションフレームワーク。
Adobe DreamweaverにはCS3から搭載され、スクリプトを書くことなくSpryが使用できるようになっている。